# Idioctis intertidalis
Idioctis intertidalis är en spindelart som först beskrevs av Benoit och Charles Valentin Alexandre Legendre 1968.  Idioctis intertidalis ingår i släktet Idioctis och familjen Barychelidae. Inga underarter finns listade i Catalogue of Life.